# 去甲基氟硝西泮
去甲基氟硝西泮（英语：Desmethylflunitrazepam或Norflunitrazepam、开发代号：Ro05-4435），也叫Fonazepam，误译作去甲基氟西泮，是一种苯二氮䓬类药物，是氟硝西泮的代谢产物，已作为设计师药物在网上销售。它对GABAA受体的IC50值为1.499 nM。